# Pseudopsyra yunnani
Pseudopsyra yunnani är en insektsart som beskrevs av Liu, C. och Kang 2006. Pseudopsyra yunnani ingår i släktet Pseudopsyra och familjen vårtbitare. Inga underarter finns listade i Catalogue of Life.